# Kevin Egaña
Kevin Osvaldo Egaña Díaz (Santiago, Chile, 5 de abril de 1996) es un futbolista chileno. Se desempeña como mediocampista y actualmente milita en Deportes Copiapó de la Primera B de Chile.

## Estadísticas
- Actualizado al último partido disputado: 3 de febrero de 2022.

| Club                                                                         | Div.          | Temporada     | Liga  | Liga  | Copas nacionales(1) | Copas nacionales(1) | Torneos internacionales(2) | Torneos internacionales(2) | Total | Total | Media goleadora(3) |
| Club                                                                         | Div.          | Temporada     | Part. | Goles | Part.               | Goles               | Part.                      | Goles                      | Part. | Goles | Media goleadora(3) |
| ---------------------------------------------------------------------------- | ------------- | ------------- | ----- | ----- | ------------------- | ------------------- | -------------------------- | -------------------------- | ----- | ----- | ------------------ |
| Colo-Colo B · Chile                                                          | 3.ª           | 2013          | 1     | 0     | —                   | —                   | —                          | —                          | 1     | 0     | 0                  |
| Colo-Colo B · Chile                                                          | 3.ª           | 2013-14       | 7     | 1     | —                   | —                   | —                          | —                          | 7     | 1     | 0.14               |
| Colo-Colo B · Chile                                                          | Total club    | Total club    | 8     | 1     | 0                   | 0                   | 0                          | 0                          | 8     | 1     | 0.13               |
| Deportes Copiapó · Chile                                                     | 2.ª           | 2014-15       | 8     | 0     | 0                   | 0                   | —                          | —                          | 8     | 0     | 0                  |
| Deportes Copiapó · Chile                                                     | 2.ª           | 2015-16       | 0     | 0     | 0                   | 0                   | —                          | —                          | 0     | 0     | 0                  |
| Deportes Copiapó · Chile                                                     | 2.ª           | 2016-17       | 21    | 1     | 3                   | 0                   | —                          | —                          | 24    | 1     | 0                  |
| Deportes Copiapó · Chile                                                     | 2.ª           | 2017          | 15    | 0     | 2                   | 0                   | —                          | —                          | 17    | 0     | 0                  |
| Deportes Copiapó · Chile                                                     | Total club    | Total club    | 36    | 1     | 5                   | 0                   | 0                          | 0                          | 41    | 1     | 0.02               |
| San Luis · Chile                                                             | 1.ª           | 2018          | 4     | 0     | —                   | —                   | —                          | —                          | 4     | 0     | 0                  |
| San Luis · Chile                                                             | Total club    | Total club    | 4     | 0     | 0                   | 0                   | 0                          | 0                          | 4     | 0     | 0                  |
| Deportes Copiapó · Chile                                                     | 2.ª           | 2018          | 4     | 0     | 0                   | 0                   | —                          | —                          | 4     | 0     | 0                  |
| Deportes Copiapó · Chile                                                     | 2.ª           | 2019          | 19    | 0     | 1                   | 0                   | —                          | —                          | 20    | 0     | 0                  |
| Deportes Copiapó · Chile                                                     | 2.ª           | 2020          | 21    | 0     | 0                   | 0                   | —                          | —                          | 21    | 0     | 0                  |
| Deportes Copiapó · Chile                                                     | 2.ª           | 2021          | 11    | 0     | 0                   | 0                   | —                          | —                          | 11    | 0     | 0                  |
| Deportes Copiapó · Chile                                                     | Total club    | Total club    | 55    | 0     | 1                   | 0                   | 0                          | 0                          | 56    | 0     | 0                  |
| Unión San Felipe · Chile                                                     | 2.ª           | 2022          | 0     | 0     | —                   | —                   | —                          | —                          | 0     | 0     | 0                  |
| Unión San Felipe · Chile                                                     | Total club    | Total club    | 0     | 0     | 0                   | 0                   | 0                          | 0                          | 0     | 0     | 0                  |
| Total carrera                                                                | Total carrera | Total carrera | 103   | 2     | 6                   | 0                   | 0                          | 0                          | 109   | 2     | 0.02               |
| (1) Incluye datos de Copa Chile. (3) No incluye goles en partidos amistosos. |               |               |       |       |                     |                     |                            |                            |       |       |                    |